# Titres honorifiques, ordres, décorations et médailles de l'Union soviétique
Les décorations dans cette liste sont des décorations de l'ex-Union Soviétique décernées pour reconnaître des réalisations militaires et civiles. Certaines de ces récompenses ont été abolies à la suite de la dissolution de l'Union soviétique, alors que d'autres sont conservées par la fédération de Russie à partir de 1991 et furent simplement retravaillées afin d'abroger les signes communistes.

## Titres honorifiques
| Avers et ruban                 | Nom (français et russe)                                                     | Date d’établissement | Critères d'attribution | Nombre de titres décernés                              |
| ------------------------------ | --------------------------------------------------------------------------- | -------------------- | --- | ------------------------------------------------------ |
|                                | « Héros de l'Union soviétique » Герой Cоветского Союза                      | 16 avril 1934        | Le plus haut titre honorifique et le degré suprême de distinction de l'Union soviétique. Il incluait l'ordre de Lénine et, comme signe d'excellence, la médaille de l'Étoile d'or avec le certificat de l'accomplissement héroïque. | 12 755 (101 double décorés, 3 triples et 2 quadruples) |
| Gold Medal "Hammer and Sickle" | « Héros du travail socialiste » Герой Социалистического Труда               | 27 décembre 1938     | La plus haute distinction récompensant des travaux exceptionnels pour l'économie nationale ou la culture. | 20 812                                                 |
| Order "Mother Heroine"         | « Mère héroïque » «Мать-героиня»                                            | 8 juillet 1944       | Décerné à toutes les mères de dix enfants ou plus. | 454 142                                                |
|                                | « Pilote d’essai honoré de l’URSS » Заслуженный лётчик-испытатель СССР      | 14 août 1958         | Décerné aux pilotes d'essais militaires et civils de 1re classe de l'industrie aéronautique civile et du Ministère de la Défense de l'URSS, pour plusieurs années de travail créatif dans le domaine des essais et de la recherche de nouvelles technologies de l'aviation. | 419 (274 civils et 145 militaires)                     |
|                                | « Navigateur d’essai honoré de l’URSS » Заслуженный штурман-испытатель СССР | 14 août 1958         | Décerné aux navigateurs d'essais militaires et civils de 1re classe de l'industrie aéronautique civile et du Ministère de la Défense de l'URSS, pour plusieurs années de travail créatif dans le domaine des essais et de la recherche de nouvelles technologies de l'aviation. | ?                                                      |
|                                | « Pilote-cosmonaute de l’URSS » Лётчик-космонавт СССР                       | 14 avril 1961        | Décerné par le Præsidium du Soviet suprême pour l’exceptionnel action d’un vol spatial. | 72                                                     |
|                                | « Pilote militaire honoré de l’URSS » Заслуженный военный лётчик СССР       | 26 janvier 1965      | Décerné aux membres d’unités aériennes militaires, d’agences militaires, d’écoles militaires, d’organisations militaires et d'autres autorités militaires ou fédérales, ayant des pilotes militaires qualifiés de 1re classe ou pilotes-instructeurs militaires de 1re classe, pour des réalisations exceptionnelles dans le développement de la technologie de l'aviation, de hautes performances en éducation et en formation de personnel de bord et pour des opérations de vol sans problème de longue durée dans l'aviation militaire. | ?                                                      |
|                                | « Navigateur militaire honoré de l’URSS » Заслуженный военный штурман СССР  | 26 janvier 1965      | Décerné aux membres d’unités aériennes militaires, d’agences militaires, d’écoles militaires, d’organisations militaires et d'autres autorités militaires ou fédérales, ayant des pilotes militaires qualifiés de 1re classe ou pilotes-instructeurs militaires de 1re classe, pour des réalisations exceptionnelles dans le développement de la technologie de l'aviation, de hautes performances en éducation et en formation de personnel de bord et pour des opérations de vol sans problème de longue durée dans l'aviation militaire. | ?                                                      |
|                                | « Pilote honoré de l’URSS » Заслуженный пилот СССР                          | 30 septembre 1965    | Décerné aux pilotes civils qualifiés de 1re classe pour mérite spécial dans le développement d'avions modernes, dans l'utilisation des techniques de pilotage les plus avancées, pour les normes les plus élevées en matière d'éducation et de formation du personnel de vol, pour des vols sans problème durant plusieurs années et pour des réalisations dans l'utilisation de l'aviation dans l'économie nationale. | ?                                                      |
|                                | « Navigateur honoré de l’URSS » Заслуженный штурман СССР                    | 30 septembre 1965    | Décerné aux navigateurs civils qualifiés de 1re classe pour mérite spécial dans le développement d'avions modernes, dans l'utilisation des techniques de navigation les plus avancées, pour les normes les plus élevées en matière d'éducation et de formation du personnel de vol, pour des vols sans problème durant plusieurs années et pour des réalisations dans l'utilisation de l'aviation dans l'économie nationale. | ?                                                      |
|                                | « Inventeur honoré de l’URSS » Заслуженный изобретатель СССР                | 28 décembre 1981     | Décerné pour des propositions technologiques innovatrices. | ?                                                      |
|                                | « Docteur du peuple de l’URSS » Народный врач СССР                          | 25 octobre 1977      | Décerné à des docteurs émérites pour leurs contributions à l'amélioration de la santé publique, pour leurs talents et compétences particulières et pour avoir démontré une abnégation et des qualités morales élevées dans leur accomplissement de tâches. | ?                                                      |
|                                | « Architecte du peuple de l’URSS » Народный архитектор СССР                 | 12 août 1967         | Décerné aux architectes qui ont obtenu des résultats étonnants dans le développement de l'architecture soviétique, soit en appliquant leur expertise et leur créativité à l'urbanisme, soit à la conception d'importants composés de bâtiments à usage civil, industriel ou rural. | ?                                                      |
|                                | « Enseignant du peuple de l’URSS » Народный учитель СССР                    | 30 décembre 1977     | Décerné aux enseignants des écoles secondaires ou professionnelles soviétiques et aussi aux fonctionnaires employés par les établissements d'enseignement, pour des contributions significatives au système éducatif national et principalement dans l'enseignement du communisme aux enfants. | ?                                                      |
|                                | « Artiste du peuple de l'URSS » Народный артист СССР                        | 13 janvier 1937      | Décerné pour des réalisations exceptionnelles dans les arts. | ?                                                      |

## Ordres

### Ordres militaires
| Avers et ruban   | Nom (Français/Russe) | Date d’établissement                | Critères d'attribution | Nombre d’ordres décernés |
| Order of Victory | « Ordre de la Victoire » Орден «Победа»                                                                                                   | 8 novembre 1943                     | Décerné uniquement aux généraux et aux maréchaux pour une opération réussie dans le cadre d'un ou plusieurs fronts, entraînant un changement radical de la situation en faveur de l'Armée rouge durant la Grande Guerre patriotique.                                    | 20                       |
|                  | « Ordre du Drapeau rouge » Орден Крaсного Знамени                                                                                         | 16 septembre 1918 --- 1er août 1924 | Décerné, non seulement à titre individuel, pour acte de courage et de vaillance au combat, mais aussi à titre collectif, toute unité le recevant prenant alors le titre d’unité du Drapeau rouge.                                                                       | 581 300                  |
|                  | « Ordre de l'Étoile rouge » Орден Красной Звезды                                                                                          | 6 avril 1930                        | Décerné au personnel de l'Armée rouge et de la Marine pour service exceptionnel dans la cause de la défense de l'Union soviétique en temps de guerre ou de paix. Pouvait également être décerné pour 15 ans de service avant la création des médailles de long service. | 3 876 740                |
|                  | « Ordre de la Guerre patriotique » de 1re classe Орден Отечественной войны первой степени                                                 | 20 mai 1942                         | Décerné aux membres de l'Armée rouge, soldats, aviateurs, marins aussi bien qu’aux partisans ou membres des troupes de sécurité, sans considération de grade ou d'origine pour des actes héroïques pendant la Grande Guerre patriotique.                                | 2 627 899                |
|                  | « Ordre de la Guerre patriotique » de 2e classe Орден Орден Отечественной Войны второй степени                                            | 20 mai 1942                         | Décerné aux membres de l'Armée rouge, soldats, aviateurs, marins aussi bien qu’aux partisans ou membres des troupes de sécurité, sans considération de grade ou d'origine pour des actes héroïques pendant la Grande Guerre patriotique.                                | 6 716 384                |
|                  | « Ordre d'Alexandre Nevski » Орден Александра Невского                                                                                    | 29 juillet 1942                     | Décerné aux officiers des armées de terre et de l'aviation qui se sont particulièrement distingués au feu. | 50 585                   |
|                  | « Ordre de Souvorov » de 1re classe Орден Суворова первой степени                                                                         | 29 juillet 1942                     | Décerné aux généraux des plus hauts rangs, commandants de groupes d'armées ou d’armées qui par leurs actions, seraient venus à bout de forces ennemies supérieures en puissance et effectifs.                                                                           | 393                      |
|                  | « Ordre de Souvorov » de 2e classe Орден Суворова второй степени                                                                          | 29 juillet 1942                     | Décerné aux commandants de corps d'armée, de divisions et de brigades qui par leurs actions, seraient venus à bout de forces ennemies supérieures en puissance et effectifs.                                                                                            | 2 862                    |
|                  | « Ordre de Souvorov » de 3e classe Орден Суворова третьей степени                                                                         | 29 juillet 1942                     | Décerné aux commandants de régiments et de bataillons qui par leurs actions, seraient venus à bout de forces ennemies supérieures en puissance et effectifs. | 4 012                    |
|                  | « Ordre de Koutouzov » de 1re classe Орден Кутузова первой степени                                                                        | 29 juillet 1942                     | Décerné aux commandants de fronts et d’armées pour des évasions habiles d'attaques ennemies et de contre-attaques réussies. | 669                      |
|                  | « Ordre de Koutouzov » de 2e classe Орден Кутузова второй степени                                                                         | 29 juillet 1942                     | Décerné aux commandants de corps, de divisions et de brigades pour des évasions habiles d'attaques ennemies et de contre-attaques réussies. | 3 325                    |
|                  | « Ordre de Koutouzov » de 3e classe Орден Кутузова третьей степени                                                                        | 8 février 1943                      | Décerné aux commandants régimentaires, leurs chefs d'état-major, aux commandants de bataillons et de compagnies pour des évasions habiles d'attaques ennemies et de contre-attaques réussies.                                                                           | 3 328                    |
|                  | « Ordre de Bogdan Khmelnitski » de 1re classe Орден Богдана Хмельницкого первой степени                                                   | 10 octobre 1943                     | Décerné aux commandants de fronts ou de corps d'armée pour une direction réussie des opérations de combat qui ont conduit à la libération d'une région ou d'une ville infligeant de lourdes pertes à l'ennemi.                                                          | 323                      |
|                  | « Ordre de Bogdan Khmelnitski » de 2e classe Орден Богдана Хмельницкого второй степени                                                    | 10 octobre 1943                     | Décerné aux commandants de corps, de divisions, de brigades ou de bataillons pour une percée des lignes défensives ennemies ou un raid derrière les lignes ennemies. | 2 389                    |
|                  | « Ordre de Bogdan Khmelnitski » de 3e classe Орден Богдана Хмельницкого третьей степени                                                   | 10 octobre 1943                     | Décerné aux officiers, aux commandants de partisans, aux sergents, aux caporaux et aux soldats de l'Armée rouge et des unités de partisans pour bravoure débrouillardise exceptionnelles menant à une victoire au combat.                                               | 5 738                    |
|                  | « Ordre de la Gloire » de 1re classe Орден Славы первой степени                                                                           | 8 novembre 1943                     | Décerné séquentiellement en trois classes aux sous-officiers et aux soldats des Forces armées, ainsi qu'aux lieutenants juniors de l'Armée de l'air russe, pour bravoure face à l'ennemi.                                                                               | 2 620                    |
|                  | « Ordre de la Gloire » de 2e classe Орден Славы второй степени                                                                            | 8 novembre 1943                     | Décerné séquentiellement en trois classes aux sous-officiers et aux soldats des Forces armées, ainsi qu'aux lieutenants juniors de l'Armée de l'air russe, pour bravoure face à l'ennemi.                                                                               | 46 473                   |
|                  | « Ordre de la Gloire » de 3e classe Орден Славы третьей степени                                                                           | 8 novembre 1943                     | Décerné séquentiellement en trois classes aux sous-officiers et aux soldats des Forces armées, ainsi qu'aux lieutenants juniors de l'Armée de l'air russe, pour bravoure face à l'ennemi.                                                                               | 997 815                  |
|                  | « Ordre d'Ouchakov » de 1re classe Орден Ушакова первой степени                                                                           | 3 mars 1944                         | Décerné aux officiers de marine pour une excellente direction et planification réussie d'une bataille maritime contre un ennemi numériquement supérieur qui aboutit à l'anéantissement de nombreuses forces ennemies.                                                   | 47                       |
|                  | « Ordre d'Ouchakov » de 2e classe Орден Ушакова второй степени                                                                            | 3 mars 1944                         | Décerné aux officiers de marine pour une excellente direction et planification réussie d'une bataille maritime contre un ennemi numériquement supérieur qui aboutit à l'anéantissement de nombreuses forces ennemies.                                                   | 198                      |
|                  | « Ordre de Nakhimov » de 1re classe Орден Нахимова первой степени                                                                         | 3 mars 1944                         | Décerné aux officiers de marine pour la une planification exceptionnelle et mise en œuvre d’opérations. | 80                       |
|                  | « Ordre de Nakhimov » de 2e classe Орден Нахимова второй степени                                                                          | 3 mars 1944                         | Décerné aux officiers de marine pour la une planification exceptionnelle et mise en œuvre d’opérations. | 467                      |
|                  | « Ordre du Service pour la Patrie dans les Forces armées » de 1re classe Орден «За службу Родине в Вооружённых Силах СССР» первой степени | 28 octobre 1974                     | Décerné en trois classes acquises successivement pour service exemplaire dans les Forces armées en temps de paix comme en temps de guerre | 13                       |
|                  | « Ordre du Service pour la Patrie dans les Forces armées » de 2e classe Орден «За службу Родине в Вооружённых Силах СССР» второй степени  | 28 octobre 1974                     | Décerné en trois classes acquises successivement pour service exemplaire dans les Forces armées en temps de paix comme en temps de guerre. | 589                      |
|                  | « Ordre du Service pour la Patrie dans les Forces armées » de 3e classe Орден «За службу Родине в Вооружённых Силах СССР» третьей степени | 28 octobre 1974                     | Décerné en trois classes acquises successivement pour service exemplaire dans les Forces armées en temps de paix comme en temps de guerre. | 69 576                   |

### Ordres militaires et civils
| Avers et ruban | Nom (Français/Russe)                                               | Date d’établissement | Critères d'attribution | Nombre d’ordres décernés |
|                | « Ordre de Lénine » Орден «Ленина»                                 | 6 avril 1930         | Décerné aux civils pour services exceptionnels rendus à l'État, aux travailleurs pour des réussites majeures dans leur activité, aux membres des forces armées pour services exemplaires, à ceux qui recevaient les titres de Héros de l'Union soviétique ou de Héros du travail socialiste, à ceux qui faisaient la promotion de l'amitié et la coopération entre les peuples et renforçaient la paix, et autres services méritoires à l'État et à la société soviétiques. Il était aussi décerné aux usines, sociétés, villes, régions et républiques. | 462 184                  |
|                | « Ordre de la Révolution d'Octobre » Орден «Октябрьской Революции» | 31 octobre 1967      | Décerné aux citoyens de l'Union soviétique, aux entreprises, institutions, républiques, villes, organisations et autres collectifs de travailleurs : pour une activité révolutionnaire active, et pour un grand investissement dans le devenir et le renforcement du pouvoir soviétique ; pour les mérites de la construction du socialisme et du communisme ; pour l'investissement dans le domaine du développement de l'économie nationale, la science et la culture ; pour le courage manifesté dans les combats contre les ennemis de l'État soviétique ; pour l'aide au renforcement de la puissance de défense de l'Union soviétique ; pour l'investissement à la fécondité de l'État et de l'activité publique ; pour une activité active bénéficiant au développement et à l'approfondissement de liens forts entre les peuples de l'Union soviétique et autres États ainsi qu'à la consolidation de la paix entre les peuples. L'ordre peut être attribué à des citoyens étrangers. | 106 462                  |
|                | « Ordre de l'Amitié des peuples » «Орден Дружбы народов»           | 17 octobre 1972      | Décerné à des personnes, organisations, entreprises, unités militaires, ainsi qu’à des subdivisions administratives de l’URSS pour des réalisations dans le renforcement de la coopération et de l’amitié interraciale et internationale, ayant effet sur le développement économique, politique, scientifique, militaire et culturel de l’Union soviétique. | 77 719                   |

### Ordres civils
| Avers et ruban | Nom (Français/Russe)                                                                     | Date d’établissement | Critères d'attribution | Nombre d’ordres décernés |
|                | « Ordre du Drapeau rouge du Travail » Орден «Трудового Красного Знамени»                 | 7 septembre 1928     | Décerné pour des actes de bravoure et de performances exceptionnelles au travail. L’Ordre pouvait récompenser des citoyens individuels, collectivement, ou des villes et des usines. | 1 259 942                |
|                | « Ordre de l'Insigne d'honneur » Орден «Знак Почета»                                     | 25 novembre 1935     | Décerné aux citoyens de l'Union soviétique en récompense d'accomplissements dans les domaines de l'économie, la littérature, les arts ou autres activités civiles, le renforcement des liens économiques, scientifiques et technologiques de l'URSS avec les autres pays, ainsi que pour des travaux significatifs en recherche fondamentale et appliquée. L'ordre de l'Insigne d'Honneur a été remplacé par l'ordre de l'Honneur le 28 décembre 1988. | 1 580 850                |
|                | « Ordre de la Gloire maternelle » de 1re classe Орден «Материнская слава» первой степени | 8 juillet 1944       | Décerné au premier anniversaire du 9e enfant, à condition que les autres enfants, qui ont permis d'atteindre ce nombre (enfants naturels ou adoptés) soient tous vivants. Les enfants qui ont péri dans des conditions héroïques, militaires ou autres dans d'autres circonstances respectueuses (y compris les maladies professionnelles), sont également comptabilisés.                                                                              | 881 070                  |
|                | « Ordre de la Gloire maternelle » de 2e classe Орден «Материнская слава» второй степени  | 8 juillet 1944       | Décerné au premier anniversaire du 8e enfant, à condition que les autres enfants, qui ont permis d'atteindre ce nombre (enfants naturels ou adoptés) soient tous vivants. Les enfants qui ont péri dans des conditions héroïques, militaires ou autres dans d'autres circonstances respectueuses (y compris les maladies professionnelles), sont également comptabilisés.                                                                              | 1 697 223                |
|                | « Ordre de la Gloire maternelle » de 3e classe Орден «Материнская слава» третьей степени | 8 juillet 1944       | Décerné au premier anniversaire du 7e enfant, à condition que les autres enfants, qui ont permis d'atteindre ce nombre (enfants naturels ou adoptés) soient tous vivants. Les enfants qui ont péri dans des conditions héroïques, militaires ou autres dans d'autres circonstances respectueuses (y compris les maladies professionnelles), sont également comptabilisés.                                                                              | 3 083 328                |
|                | « Ordre de la Gloire au travail » de 1re classe Орден Трудовой Славы первой степени      | 18 janvier 1974      | Décerné en trois classes successives pour réalisations exceptionnelles dans la sphère du travail. | 952                      |
|                | « Ordre de la Gloire au travail » de 2e classe Орден Трудовой Славы второй степени       | 18 janvier 1974      | Décerné en trois classes successives pour réalisations exceptionnelles dans la sphère du travail. | 45 197                   |
|                | « Ordre de la Gloire au travail » de 3e classe Орден Трудовой Славы третьей степени      | 18 janvier 1974      | Décerné en trois classes successives pour réalisations exceptionnelles dans la sphère du travail. | 637 816                  |
|                | « Ordre du Courage personnel » Орден «За личное мужество»                                | 28 décembre 1988     | Décerné à tout citoyen soviétique faisant preuve d'un courage exceptionnel et de bravoure au cours d'un sauvetage, d'une opération du maintien de l'ordre public ou lors de catastrophes environnementales. | 600+                     |

## Médailles militaires

### Génériques
| Avers et ruban | Nom (Français/Russe) | Date d’établissement | Critères d'attribution | Nombre de médailles décernées |
|                | Médaille « Pour courage » Медаль «За отвагу»                                                                                           | 17 octobre 1938      | Décernée pour courage et valeur démontrés lors de la défense de la mère patrie socialiste lors de la performance de devoirs militaires, pour des actes de courage au combat, durant la défense des frontières d’État ou de tout devoir militaire associé à un risque pour la vie. | 4 569 893                     |
|                | Médaille « Pour mérites au combat » Медаль «За боевые заслуги»                                                                         | 17 octobre 1938      | Décernée pour une action de combat qui résulta en un succès militaire, pour une défense courageuse de la frontière d’État, ou pour de la préparation ou de l’entrainement militaire ou politique fructueux. Était aussi décernée à l’origine pour 10 ans de service militaire avant la création des médailles de service en 1958. | 5 210 078                     |
|                | Médaille « Partisan de la Guerre patriotique » de 1re classe Медаль «Партизану Отечественной войны» I степени                          | 2 février 1943       | Décernée aux partisans et aux organisateurs de mouvements de partisans pour courage et valeur contre les forces d’occupation durant la Grande Guerre patriotique. | 56 883                        |
|                | Médaille « Partisan de la Guerre patriotique » de 2e classe Медаль «Партизану Отечественной войны» II степени                          | 2 février 1943       | Décernée aux partisans et aux organisateurs de mouvements de partisans pour courage et valeur contre les forces d’occupation durant la Grande Guerre patriotique. | 70 992                        |
|                | Médaille « Ouchakov » Медаль «Ушакова»                                                                                                 | 3 mars 1944          | Décernée aux marins et officiers de la flotte, en temps de guerre comme en temps paix (depuis 1980), pour courage et bravoure durant des opérations militaires, patrouilles des eaux territoriales (frontières), ou toute autre tâche militaire comportant un risque pour la vie. | 15 641                        |
|                | Médaille « Nakhimov » Медаль «Нахимова»                                                                                                | 3 mars 1944          | Décernée aux militaires en service naval pour valeur et courage lors de batailles navales et aux autres non en service naval qui ont, par des actions au risque de leurs vies, contribué à la victoire de missions de combats de forces navales soviétiques. | 14 020                        |
|                | Médaille « Pour distinction dans la garde de la frontière d’État de l’URSS » Медаль «За отличие в охране государственной границы СССР» | 13 juillet 1950      | Décernée aux troupes frontalières du KGB pour des actions militaires ou tout autre acte démontrant de marque dans la garde des frontières soviétiques. | ~ 67 520                      |
|                | Médaille « Pour distinction dans la protection de l’ordre public » Медаль «За отличную службу по охране общественного порядка»         | 1er novembre 1950    | Décernée aux membres du personnel civil du ministère de l’Intérieur ainsi qu’aux troupes de l’Intérieur pour leur assistance dans le maintien de l’ordre public ainsi qu’au personnel de la Milice pour courage démontré lors de l’élimination de groupes criminels et de l’arrestation de criminels ou pour une excellence organisationnelle dans la gestion et la coordination de la Milice dans le combat contre le crime ou pour un acte de dévouement lors de la prévention de vandalisme/alcoholisme/vol. | ~ 47 000                      |
|                | Médaille « Pour distinction en service militaire » de 1re classe Медаль «За Отличие В Воинской Службе» I степени                       | 28 octobre 1974      | Décernée aux soldats de l’armée, de la marine, des troupes frontalières et de l’intérieur : pour d’excellentes performance à l’entrainement de combat et politique ; pour distinction spéciale durant des exercices et manœuvres ; pour bravoure, dévouement et autres services durant le service militaire. | ~ 20 000                      |
|                | Médaille « Pour distinction en service militaire » de 2e classe Медаль «За Отличие В Воинской Службе» II степени                       | 28 octobre 1974      | Décernée aux soldats de l’armée, de la marine, des troupes frontalières et de l’intérieur : pour d’excellentes performance à l’entrainement de combat et politique ; pour distinction spéciale durant des exercices et manœuvres ; pour bravoure, dévouement et autres services durant le service militaire. | ~ 120 000                     |
|                | Médaille « Pour le renforcement de la confrérie des armes » Медаль «За укрепление боевого содружества»                                 | 25 mai 1979          | Décernée au personnel militaire, aux employés de la Sécurité de l’État, des affaires de l’Intérieur, et aux citoyens d’autres états participants du Pacte de Varsovie, ainsi que d’autres nations socialistes et amies, pour mérites dans le renforcement de la confrérie militaire des armes. | ~ 20 000                      |
|                | Médaille « Pour service impeccable » de 1re classe Медаль «За безупречную службу» первой степени                                       | 25 janvier 1958      | Décernée pour 20 ans de service militaire. |                               |
|                | Médaille « Pour service impeccable » de 2e classe Медаль «За безупречную службу» второй степени                                        | 25 janvier 1958      | Décernée pour 15 ans de service militaire. |                               |
|                | Médaille « Pour service impeccable » de 3e classe Медаль «За безупречную службу» третьей степени                                       | 25 janvier 1958      | Décernée pour 10 ans de service militaire. |                               |
|                | Médaille « Vétéran des Forces armées de l’URSS » Медаль «Ветеран Вооружённых Сил СССР»                                                 | 20 mai 1976          | Décernée pour 25 ans de service militaire impeccable. | ~ 880 000                     |

### Médailles des campagnes de la Seconde Guerre mondiale

#### Médailles des campagnes défensives de la Seconde Guerre mondiale
| Avers et ruban | Nom (Français/Russe)                                                                              | Date d’établissement | Critères d'attribution | Nombre de médailles décernées |
|                | Médaille « Pour la défense de Leningrad » Медаль «За оборону Ленинграда»                          | 22 décembre 1942     | Décernée aux militaires et civils soviétiques qui participèrent à la défense de Leningrad entre le 8 septembre 1941 et le 27 janvier 1944.              | ~ 1 496 000                   |
|                | Médaille « Pour la défense d’Odessa » Медаль «За оборону Одессы»                                  | 22 décembre 1942     | Décernée aux militaires et civils soviétiques qui participèrent à la défense d’Odessa entre le 10 août et le 16 octobre 1941.                           | ~ 38 000                      |
|                | Médaille « Pour la défense de Sébastopol » Медаль «За оборону Севастополя»                        | 22 décembre 1942     | Décernée aux militaires et civils soviétiques qui participèrent à la défense de Sébastopol entre le 5 novembre 1941 et le 4 juillet 1942.               | 52 540                        |
|                | Médaille « Pour la défense de Stalingrad » Медаль «За оборону Сталинграда»                        | 22 décembre 1942     | Décernée aux militaires et civils soviétiques qui participèrent à la défense de Stalingrad entre le 12 juillet et le 19 novembre 1942.                  | 759 560                       |
|                | Médaille « Pour la défense de Moscou » Медаль «За оборону Москвы»                                 | 1er mai 1944         | Décernée aux militaires et civils soviétiques qui participèrent à la défense de Moscou entre le 19 octobre 1941 et le 25 janvier 1942.                  | 1 028 600                     |
|                | Médaille « Pour la défense du Caucase » Медаль «За оборону Кавказа»                               | 1er mai 1944         | Décernée aux militaires et civils soviétiques qui participèrent à la défense du Caucase entre juillet 1942 et le 9 octobre 1943.                        | ~ 870 000                     |
|                | Médaille « Pour la défense du Transarctique Soviétique » Медаль «За оборону Советского Заполярья» | 5 décembre 1944      | Décernée aux militaires et civils soviétiques qui participèrent à la défense du Transarctique Soviétique entre le 25 juin 1941 et le 19 septembre 1944. | 353 240                       |
|                | Médaille « Pour la défense de Kiev » Медаль «За оборону Киева»                                    | 21 juin 1961         | Décernée aux militaires et civils soviétiques qui participèrent à la défense de Kiev entre le 7 juillet et le 26 septembre 1941.                        | 107 540                       |

#### Médailles des campagnes offensives de la Seconde Guerre mondiale
| Avers et ruban | Nom (Français/Russe) | Date d’établissement | Critères d'attribution | Nombre de médailles décernées |
|                | Médaille « Pour la prise de Berlin » Медаль «За взятие Берлина» | 9 juin 1945          | Décernée aux militaires soviétiques qui participèrent à la capture de Berlin entre le 22 avril et le 2 mai 1945. | ~ 1 100 000                   |
|                | Médaille « Pour la prise de Budapest » Медаль «За взятие Будапешта» | 9 juin 1945          | Décernée aux militaires soviétiques qui participèrent à la capture de Budapest entre le 20 décembre 1944 et le 15 février 1945. | 362 050                       |
|                | Médaille « Pour la prise de Königsberg » Медаль «За взятие Кенигсберга»                                                                                                | 9 juin 1945          | Décernée aux militaires soviétiques qui participèrent à la capture de Königsberg entre le 23 janvier et le 10 avril 1945. | ~ 760 000                     |
|                | Médaille « Pour la prise de Vienne » Медаль «За взятие Вены» | 9 juin 1945          | Décernée aux militaires soviétiques qui participèrent à la capture de Vienne entre le 16 mars et le 13 avril 1945. | 277 380                       |
|                | Médaille « Pour la libération de Prague » Медаль «За освобождение Праги»                                                                                               | 9 juin 1945          | Décernée aux militaires soviétiques qui participèrent à la libération de Prague entre le 3 et le 9 mai 1945. | 400 070                       |
|                | Médaille « Pour la libération de Varsovie » Медаль «За освобождение Варшавы»                                                                                           | 9 juin 1945          | Décernée aux militaires soviétiques qui participèrent à la libération de Varsovie entre le 14 et le 17 janvier 1945. | 701 700                       |
|                | Médaille « Pour la libération de Belgrade » Медаль «За освобождение Белграда»                                                                                          | 9 juin 1945          | Décernée aux militaires soviétiques qui participèrent à la libération de Belgrade entre le 29 septembre et le 22 octobre 1944. | ~ 70 000                      |
|                | Médaille « Pour la victoire sur l’Allemagne dans la Grande Guerre patriotique 1941–1945 » Медаль «За Победу над Германией в Великой Отечественной войне 1941-1945 гг.» | 9 mai 1945           | Décernée aux militaires soviétiques qui était en service actif durant la Grande Guerre patriotique (service militaire d’une durée de 3 mois ou service civil d’une durée de 6 mois). Fut aussi décernée aux membres de certaines forces armées cobelligérantes. | 14 933 000                    |
|                | Médaille « Pour la victoire sur le Japon » Медаль «За победу над Японией»                                                                                              | 30 septembre 1945    | Décernée aux militaires soviétiques des 1er et 2e fronts d’Extrême-Orient de Transbaïkalie, de la flotte du Pacifique et de la flottille fluviale de l’Amour qui furent actifs entre le 8 et le 23 août 1945.                                                   | ~ 1 831 000                   |

## Médailles civiles
| Avers et ruban | Nom (Français/Russe) | Date d’établissement | Critères d'attribution | Nombre de médailles décernées |
|                | Médaille « Pour valeur au travail » Медаль «За трудовую доблесть»                                                                                         | 27 décembre 1938     | Décernée aux travailleurs qui se sont héroïquement dévoué à la construction d’une société socialiste et qui ont démontré une complète comprehension de machineries et d’équipements voués à un haut niveau d’efficacité ou pour des contributions significatives envers la culture, la science ou l’industrie.                                                                          | 1 825 100                     |
|                | Médaille « Pour travail distingué » Медаль «За трудовое отличие»                                                                                          | 27 décembre 1938     | Décernée aux travailleurs qui se sont distingués par des taux de production élevés ou pour le développement de la culture, de la science ou de l’industrie. | 2 146 400                     |
|                | Médaille « Pour le Travail Vaillant dans la Grande Guerre patriotique 1941-1945 » Медаль «За доблестный труд в Великой Отечественной войне 1941—1945 гг.» | 6 juin 1945          | Décernée à tous les travailleurs de l’industrie soviétique pour un labeur d’un an ou plus durant la Grande Guerre patriotique. La période est réduite à 6 mois pour les anciens combattants handicapés, les professionnels diplômés et les retraités qui reviennent au travail. | 16 096 750                    |
|                | Médaille « Pour sauvetage de la noyade » Медаль «За спасение утопающих»                                                                                   | 16 février 1957      | Décernée à toute personne (peu importe la nationalité) pour courage, bravoure et dévouement personnel durant le sauvetage d’une ou plusieurs personnes en péril dans l’eau ou pour vigilance et débrouillardise exceptionnelles dans la prévention de noyades ou pour excellence dans l’organisation d’opérations de sauvetage dans les eaux soviétiques pour les citoyens soviétiques. | ~ 24 000                      |
|                | Médaille « Pour courage durant un incendie » Медаль «За отвагу на пожаре»                                                                                 | 30 octobre 1957      | Décernée aux citoyens soviétiques pour courage et bravoure durant l’extinction d’incendies, dans le sauvetage d’individus ou la protection de propriété d’État ou privée du feu ou pour la prévention d’explosions ou d’incendies. | ~ 32 000                      |
|                | Médaille « Vétéran du travail » Медаль «Ветеран труда» | 18 janvier 1974      | Décernée au travailleurs méritants lors de leur retraite. | ~ 39 197 100                  |

### Médailles pour les campagnes de développement/restauration
| Avers et ruban | Nom (Français/Russe) | Date d’établissement | Critères d'attribution | Nombre de médailles décernées |
|                | Médaille « Pour la restauration des mines de charbon du Donbass » Медаль «За восстановление угольных шахт Донбасса»                                                             | 10 septembre 1947    | Décernée aux travailleurs, administrateurs, ingénieurs et professionnels de l’industrie, pour un travail exceptionnel, pour des performances de production élevées et pour des réalisations dans la restauration des mines de charbon du Donbass. | 46 350                        |
|                | Médaille « Pour la restauration des entreprises de la métallurgie ferreuse du Sud » Медаль «За восстановление предприятий чёрной металлургии юга»                               | 18 mai 1948          | Décernée aux travailleurs soviétiques pour d’exceptionnelles performances dans la restauration des entreprises de métallurgie ferreuse de l’Union soviétique qui furent détruites durant la Grande Guerre patriotique. 13 hauts fourneaux, 49 fours ouverts, 29 moulins de finition et 68 four à coke furent restaurés à des niveaux de production nominaux ou exceptionnels. | 68 710                        |
|                | Médaille « Pour le développement des terres vierges » Медаль «За освоение целинных земель»                                                                                      | 20 octobre 1956      | Décernée à tous les travailleurs soviétiques qui ont aidé à cultiver 36,000,000 d’ hectares de terres auparavant non cultivées au Kazakhstan, en Sibérie, dans l’Oural, dans la région de la Volga et dans le Caucase du Nord pour deux années complètes de 1954 à 1956. | 1 345 520                     |
|                | Médaille « Pour la construction du chemin de fer Baïkal-Amour » Медаль «За строительство Байкало-Амурской магистрали»                                                           | 8 octobre 1976       | Décernée aux travailleurs du chemin de fer Baïkal-Amour pour 2 années de service exceptionnel entre 1974 et 1984. | 171 030                       |
|                | Médaille « Pour la transformation des terres non arables de la RSFSR » Медаль «За преобразование Нечерноземья РСФСР»                                                            | 30 septembre 1977    | Décernée pour 3 ans de service exceptionnel voué au développement de l’agriculture soviétique. | ~ 25 000                      |
|                | Médaille « Pour le développement du sous-sol et du complexe pétrochimique de Sibérie occidentale » Медаль «За освоение недр и развитие нефтегазового комплекса Западной Сибири» | 28 juillet 1978      | Décernée pour 3 ans de service exceptionnel dans le complexe pétrochimique de Sibérie occidentale. | ~ 38 000                      |

### Médailles de la maternité
| Avers et ruban | Nom (Français/Russe)                                                | Date d’établissement | Critères d'attribution | Nombre de médailles décernées |
|                | Médaille de la maternité de 1re classe Медаль Материнства I степени | 8 juillet 1944       | Décernée à toutes les mères qui ont porté et élevé six enfants. Elle était décernée suivant la naissance du dernier enfant à condition que les cinq enfants précédents (naturels ou adoptés) soient toujours vivants. Tout enfant ayant péri de manière héroïque, en service militaire ou sous d’autres circonstances méritant le respect était aussi compté.    | ~ 4 000 000                   |
|                | Médaille de la maternité de 2e classe Медаль Материнства II степени | 8 juillet 1944       | Décernée à toutes les mères qui ont porté et élevé cinq enfants. Elle était décernée suivant la naissance du dernier enfant à condition que les quatre enfants précédents (naturels ou adoptés) soient toujours vivants. Tout enfant ayant péri de manière héroïque, en service militaire ou sous d’autres circonstances méritant le respect était aussi compté. | ~ 8 000 000                   |

## Médailles commémoratives

### Médailles commémoratives des Forces armées de l’URSS
| Avers et ruban | Nom (Français/Russe) | Date d’établissement | Critères d'attribution | Nombre de médailles décernées |
|                | Médaille du jubilé « XX ans de l’Armée rouge des paysans et travailleurs » Юбилейная медаль «XX лет Рабоче-Крестьянской Красной Армии» | 24 janvier 1938      | Décernée aux commandants de l’Armée et de la Marine soviétique pour 20 ans de service et qui furent aussi décorés de l’Ordre de la Bannière rouge durant la Guerre civile russe. | 37 504                        |
|                | Médaille du jubilé « 30 ans des Forces armées de l’URSS » Юбилейная медаль «30 лет Советской Армии и Флота»                            | 22 février 1948      | Décernée à tous les membres des forces militaires de l’Union soviétique le 23 février 1948. | 3 710 920                     |
|                | Médaille du jubilé « 40 ans des Forces armées de l’URSS » Юбилейная медаль «40 лет Вооружённых Сил СССР»                               | 18 décembre 1957     | Décernée à tous les membres des forces militaires de l’Union soviétique le 23 février 1958. | 820 080                       |
|                | Médaille du jubilé « 50 ans des Forces armées de l’URSS » Юбилейная медаль «50 лет Вооружённых Сил СССР»                               | 26 décembre 1967     | Décernée à : - tous les maréchaux, généraux, officiers, aspirants et soldats enrôlés volontairement dans les forces militaires de l’Union soviétique et dans les forces de sécurité d’État ; - tous les militaires transférés à la réserve ou retraités après 20 ans de service ou plus ; - tous les récipiendaires du titre Héros de l’Union soviétique ou des trois classes de l’Ordre de la Gloire ; - tous les vétérans de combats incluant la guerre civile et les partisans de la Grande Guerre patriotique 1941-1945 ; - tous ceux décorés d’un ordre ou médaille pour service individuel, bravoure ou réussite indépendamment de la longueur du service. | 9 527 270                     |
|                | Médaille du jubilé « 60 ans des Forces armées de l’URSS » Юбилейная медаль «60 лет Вооружённых Сил СССР»                               | 28 janvier 1978      | Décernée à : - tous les maréchaux, généraux, officiers, aspirants et soldats enrôlés volontairement dans les forces militaires de l’Union soviétique et dans les forces de sécurité d’État ; - tous les militaires transférés à la réserve ou retraités après 20 ans de service ou plus ; - tous les récipiendaires du titre Héros de l’Union soviétique ou des trois classes de l’Ordre de la Gloire ; - tous les vétérans de combats incluant la guerre civile et les partisans de la Grande Guerre patriotique 1941-1945 ; - tous ceux décorés d’un ordre ou médaille pour service individuel, bravoure ou réussite indépendamment de la longueur du service. | 10 723 340                    |
|                | Médaille du jubilé « 70 ans des Forces armées de l’URSS » Юбилейная медаль «70 лет Вооружённых Сил СССР»                               | 28 janvier 1988      | Décernée à : - tous les maréchaux, généraux, officiers, aspirants et soldats enrôlés volontairement dans les forces militaires de l’Union soviétique et dans les forces de sécurité d’État ; - tous les militaires transférés à la réserve ou retraités après 20 ans de service ou plus ; - tous les récipiendaires du titre Héros de l’Union soviétique ou des trois classes de l’Ordre de la Gloire ; - tous les vétérans de combats incluant la guerre civile et les partisans de la Grande Guerre patriotique 1941-1945 ; - tous ceux décorés d’un ordre ou médaille pour service individuel, bravoure ou réussite indépendamment de la longueur du service. | 9 842 160                     |

### Médailles commémoratives de la Seconde guerre mondiale
| Avers et ruban | Nom (Français/Russe) | Date d’établissement | Critères d'attribution | Nombre de médailles décernées |
|                | Médaille du Jubilé « Vingt ans de la victoire dans la Grande Guerre patriotique 1941-1945 » Юбилейная медаль «Двадцать лет Победы в Великой Отечественной войне 1941—1945 гг.»  | 7 mai 1965           | Décernée à tous les participants toujours vivants de la Grande Guerre patriotique ainsi qu’à tous les membres actifs des Forces armées soviétiques. | 16 399 550                    |
|                | Médaille du Jubilé « Trente ans de la victoire dans la Grande Guerre patriotique 1941-1945 » Юбилейная медаль «Тридцать лет Победы в Великой Отечественной войне 1941—1945 гг.» | 25 avril 1975        | Décernée à tous les participants toujours vivants de la Grande Guerre patriotique.                                                                  | 14 259 560                    |
|                | Médaille du Jubilé « Quarante ans de la victoire dans la Grande Guerre patriotique 1941-1945 » Юбилейная медаль «Сорок лет Победы в Великой Отечественной войне 1941—1945 гг.»  | 12 avril 1985        | Décernée à tous les participants toujours vivants de la Grande Guerre patriotique.                                                                  | 11 268 980                    |

### Autre médailles commémoratives
| Avers et ruban | Nom (Français/Russe) | Date d’établissement | Critères d'attribution | Nombre de médailles décernées |
|                | Médaille « En commémoration du 800e anniversaire de Moscou » Медаль «В память 800-летия Москвы» | 20 septembre 1947    | Décernée à tous les citoyens qui participèrent à la restauration et reconstruction de Moscou qui y vivaient depuis 5 ans ou plus. Aussi décernée à tous les récipiendaires survivants de la Médaille « Pour la défense de Moscou ». | ~ 1 730 000                   |
|                | Médaille « En commémoration du 250e anniversaire de Leningrad » Медаль «В память 250-летия Ленинграда» | 16 mai 1957          | Décernée à tous les citoyens qui participèrent à la restauration et reconstruction de Leningrad et qui y vivaient depuis 5 ans ou plus. Aussi décernée à tous les récipiendaires survivants de la Médaille « Pour la défense de Leningrad ». | ~ 1 440 000                   |
|                | Médaille « En commémoration du 1500e anniversaire de Kiev » Медаль «В память 1500-летия Киева» | 10 mai 1982          | Décernée aux citoyens de Kiev qui y vivent depuis au moins 10 ans et qui ont contribué de manière significative au développement économique, social et culturel de la ville. Aussi décernée à tous les récipiendaires survivants de la Médaille « Pour la défense de Kiev ». | 780 180                       |
|                | Médaille du Jubilé « 50 ans de la Milice Soviétique » Юбилейная медаль «50 лет советской милиции» | 21 novembre 1967     | Décernée à tous les membres de la Milice Soviétique (police) en service le 21 novembre 1967 et aux retraités avec 25 ans ou plus de service. | 409 150                       |
|                | Médaille du Jubilé « Pour travail valeureux en commémoration du 100e anniversaire de Vladimir Ilitch Lénine » Юбилейная медаль «За доблестный труд в ознаменование 100-летия со дня рождения Владимира Ильича Ленина»  | 5 novembre 1969      | Décernée aux plus habiles travailleurs seniors, fermiers, spécialistes de l’économie nationale, employés d’institutions et d’organisations publiques, scientifiques et personnages culturels, qui ont démontré les meilleurs exemples de labeur en prévision de l’anniversaire de Lénine ; à ceux qui ont pris une part active dans la lutte pour l’établissement du pouvoir Soviétique, ou dans la protection de la mère patrie, ou qui ont fait une contribution significative par leur travail dans la promotion du socialisme en URSS, qui ont aidé le parti dans l’éducation de la nouvelle génération par leur exemple personnel et activités sociales. | 9 000 000                     |
|                | Médaille du Jubilé « Pour valeur militaire en commémoration du 100e anniversaire de Vladimir Ilitch Lénine » Юбилейная медаль «За воинскую доблесть в ознаменование 100-летия со дня рождения Владимира Ильича Ленина» | 5 novembre 1969      | Décernée aux soldats de l’Armée Soviétique, aux marins de la marine, aux troupes du Ministère de l’Intérieur, aux troupes du Comité de Sécurité d’État du Conseil des ministres de l’URSS, pour d’excellentes performances durant l’entrainement de combat et politique, pour de bons résultats dans la gestion de la maintenance et de la préparation au combat en prévision de l’anniversaire de Lénine. | 2 000 000                     |
|                | Médaille du Jubilé « En commémoration du 100e anniversaire de Vladimir Ilitch Lénine » Юбилейная медаль «В ознаменование 100-летия со дня рождения Владимира Ильича Ленина»                                            | 5 novembre 1969      | Décernée aux dirigeants des mouvements communistes et travaillistes internationaux et à d’autres activistes progressistes étrangers. | 5000                          |

## Source
- (en) Cet article est partiellement ou en totalité issu de l’article de Wikipédia en anglais intitulé « Orders, decorations, and medals of the Soviet Union » (voir la liste des auteurs).
- Jones Polly, « Du prix Staline au prix Lénine :. l'émulation honorifique dans la Russie soviétique », Genèses, no 55,‎ 2004, p. 41-61 (lire en ligne)